# Aesu
Aesu of Aesunos was een belangrijke edele van de Iceni, een Britse stam, in de eerste eeuw van onze jaartelling. In 47 neemt hij stelling tegen de dan heersende vorst Antedios. Mogelijk om diens megalomane optreden; mogelijk ook om diens politiek als pro-Romeins werd ervaren. De opstand die Aesu samen met Saenu tegen de Romeinse gouverneur Ostorius Scapula onderneemt is geen succes. Prasutagus wordt in 47 als nieuwe - en pro-Romeinse - koning geïnstalleerd over de Iceni.

## Bron
- (en) Aesunos en Saenuvax op roman-britain.org